# Rem Krasilnikow
Rem Siergiejewicz Krasilnikow (ur. 1927, zm. 2003) – generał major, funkcjonariusz kontrwywiadu, szef Oddziału I w II Zarządzie Głównym KGB. W ścisłych kręgach KGB nazywano go "Profesorem kontrwywiadu".

## Rodzina
Krasilnikow urodził się w kwietniu 1927 roku, jego rodzice zafascynowani komunistycznym systemem nadali mu imię Rem, co było akronimem rosyjskiego wyrażenia "REwolucyjnyj Mir". Jego ojciec był generałem Głównego Zarządu Bezpieczeństwa Państwowego. Żona Krasilnikowa "Ninel" pochodziła także z rodziny zaangażowanej politycznie - jej imię "Ninel" powstało od czytanego wspak "Lenin" i było popularne w latach dwudziestych XX wieku.

## Służba w KGB

### MGIMO i Szkoła Nr 101
Krasilbnikow wstąpił do Moskiewskiego Państwowego Instytutu Stosunków Międzynarodowych i ukończył go w 1949 roku. Po ukończeniu MGIMO rozpoczął służbę w Komitecie Bezpieczeństwa Państwowego KGB ZSRR.
Uczestniczył w szkoleniach w Wyższej Szkole Wywiadu (WRSz) zakamuflowanej jako Szkoła Nr 101. Przeszedł tam szkolenie ogólnozawodowe oraz kursowe, polegające na specjalistycznym zawodowym szkoleniu np. w mieszkaniach konspiracyjnych (lub lokalach – LK), dla pojedynczych osób lub małych grup charakteryzujących się już bardzo wysokimi kwalifikacjami np. językowymi. Owi kursanci byli szkoleni do działań poza centralą.

### Służba w wywiadzie
Po szkoleniu obejmującym m.in. naukę angielskiego i zdobyciu doświadczenia w sztuce wywiadowczej został wysłany za granicę jako oficer I Zarządu Głównego KGB, odpowiedzialnego za wywiad zagraniczny.
Jego pierwszą placówką zagraniczną była służba w rezydenturze KGB w Ottawie. Krasilnikow szybko piął się w hierarchii KGB, był już zastępcą rezydenta. Następną placówką, w której służył, była rezydentura KGB w Bejrucie, tam też podjął nieudaną próbę zwerbowania funkcjonariusza CIA Johna MacGaffina, wówczas wschodzącej gwiazdy Centralnej Agencji Wywiadowczej, w późniejszych latach zastępcy dyrektora do spraw operacyjnych CIA, następnie funkcjonariusza Federalnego Biura Śledczego.

### Służba w kontrwywiadzie i sukcesy
W drugiej połowie lat 70. Rem Krasilnikow powrócił do Moskwy, lecz nie kontynuował pracy w centrali I Zarządu Głównego w Jaseniewie. Został przeniesiony do centrali KGB na Łubiance (Stanislawskoj 19), dokładnie do II Zarządu Głównego, odpowiedzialnego za kontrwywiad i służbę bezpieczeństwa w KGB. Podczas swojej służby Krasilnikow współpracował z takimi ludźmi, jak z legendarnym członkiem siatki szpiegowskiej z Cambridge Kimem Philbym, i innym mniej znanym byłym oficerem brytyjskiego wywiadu, George'em Blakiem, który okazał się agentem radzieckim. Spotkania z nimi oraz innymi byłymi pracownikami tajnych służb Zachodu pozwoliły mu poznać mentalność przeciwników.
Pełniąc służbę w II Zarządzie Głównym KGB, Krasilnikow pracował w Wydziale 2, który zajmował się zwalczaniem wywiadu brytyjskiego (SIS/MI5) na terenie Związku Radzieckiego. Następnie pod koniec lat 70. został szefem Wydziału 1 w II Zarządzie Głównym KGB, zajmującym się m.in. działaniami kontrwywiadowczymi głównie przeciwko CIA.
Pracując w Wydziale II Drugiego Zarządu Głównego, Krasilnikow sprawował tym samym stanowisko zastępcy szefa tego Zarządu, czyli kolejno generałów Grigorienki, Markiełowa, Gruszki, Titowa, Władimira Kliszyna i Fiodora Miasnikowa.
Jako szef Wydziału 2 uczestniczył w największych sprawach związanych z kontrwywiadem w latach 80. Właśnie takie sprawy przyniosły mu tytuł asa kontrwywiadu w społeczności służb specjalnych USA i ZSRR – aresztowanie Adolfa Tołkaczewa, radzieckiego konstruktora zatrudnionego w lotniczym instytucie badawczym w Moskwie, współpracował z CIA pod ps.Vanquish, Sergieja Motorina, majora KGB, oficera pracującego w Waszyngtońskiej rezydenturze KGB – współpracował on z CIA pod ps.Gauze, Dmitrija Polakowa, generała GRU (radziecki wywiad wojskowy) – współpracował on z FBI i CIA pod ps. Top Hat, Władimira Wasiliewa pułkownika GRU zwerbowanego przez CIA w Budapeszcie, nadano mu ps.Accord, i wielu innych.
Krasilnikowi należy przypisać nie tylko radzieckich oficerów KGB czy GRU lub Armii Czerwonej współpracujących z CIA, lecz także wielu oficerów CIA aresztowanych w Moskwie i Leningradzie podczas przeprowadzania akcji wywiadowczych.
Większość sukcesów szefa Wydziału 2 II Zarządu Głównego KGB, głównie z 1985 roku, w tzw. Roku Szpiega, nastąpiła nie dzięki pracy Kraslinikowa i jego ludzi z kontrwywiadu, lecz dzięki dobrze uplasowanej agenturze I Zarządu Głównego KGB (wywiad zagraniczny) operującej w centrali kontrwywiadu CIA w Langley i FBI w Waszyngtonie. Tymi agentami byli: Aldrich Ames, szef kontrwywiadu CIA w Zarządzie Operacyjnym, a dokładniej w Wydziale Związku Radzieckiego i Europy Wschodniej Zarządu Operacyjnego CIA, i Robert Hanssen, który poza innymi obowiązkami był zastępcą dyrektora, następnie dyrektorem Działu analityki w Dziale Kontrwywiadu do spraw Radzieckich w centrali FBI.
Rem Kraslinikow odszedł ze służby na emeryturę w 1992 roku, zmarł w Moskwie w 2003 roku.